# Amantia (Illyrien)

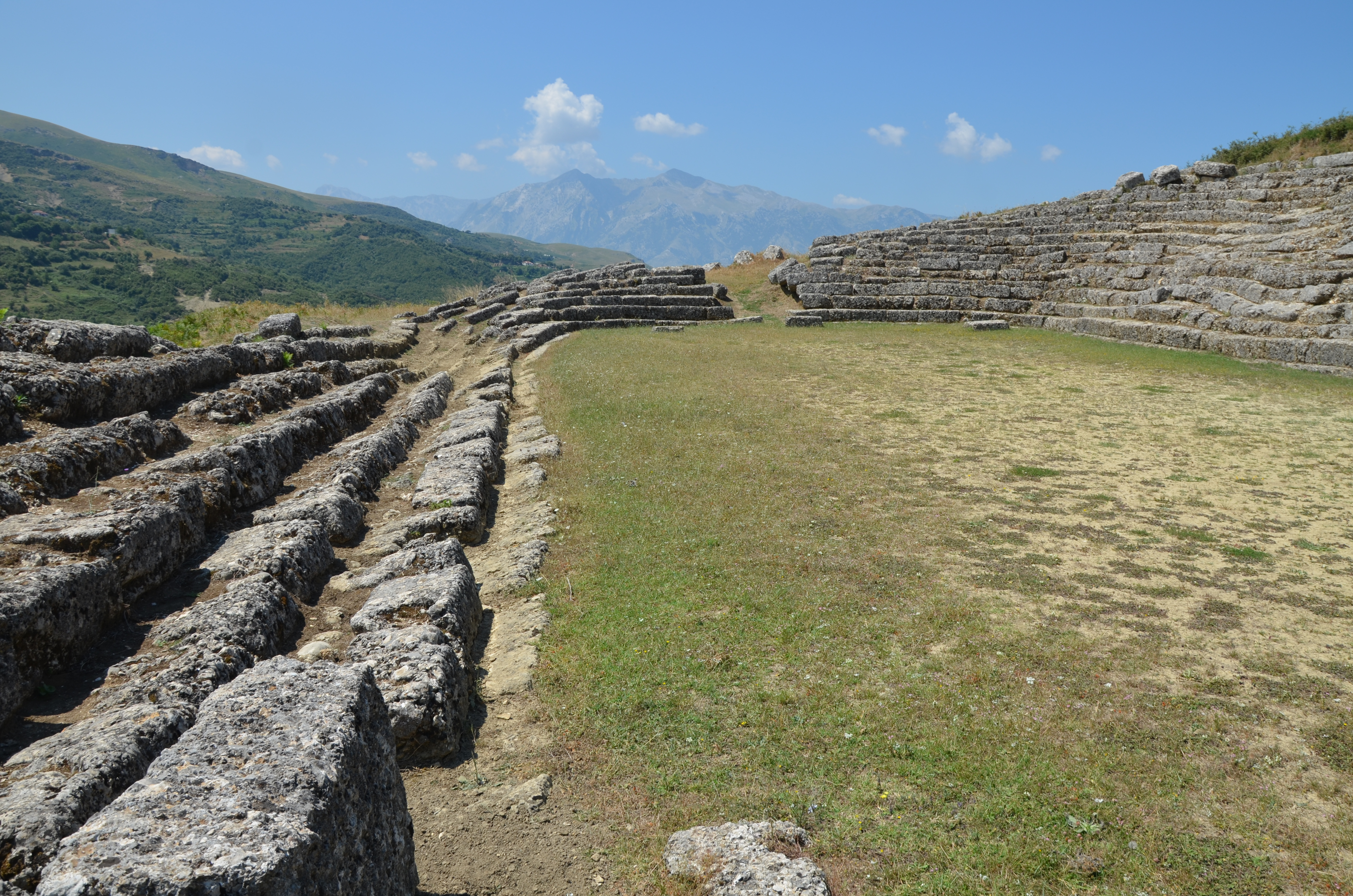
Stadion von Amantia

Amantia war eine antike illyrische Stadt. Ihre Ruinen befinden sich im Süden Albaniens etwa 30 Kilometer südöstlich von Vlora beim Dorf Ploça auf und um einen langgestreckten, bis zu 621 m ü. A. hohen Hügel.

## Geschichte

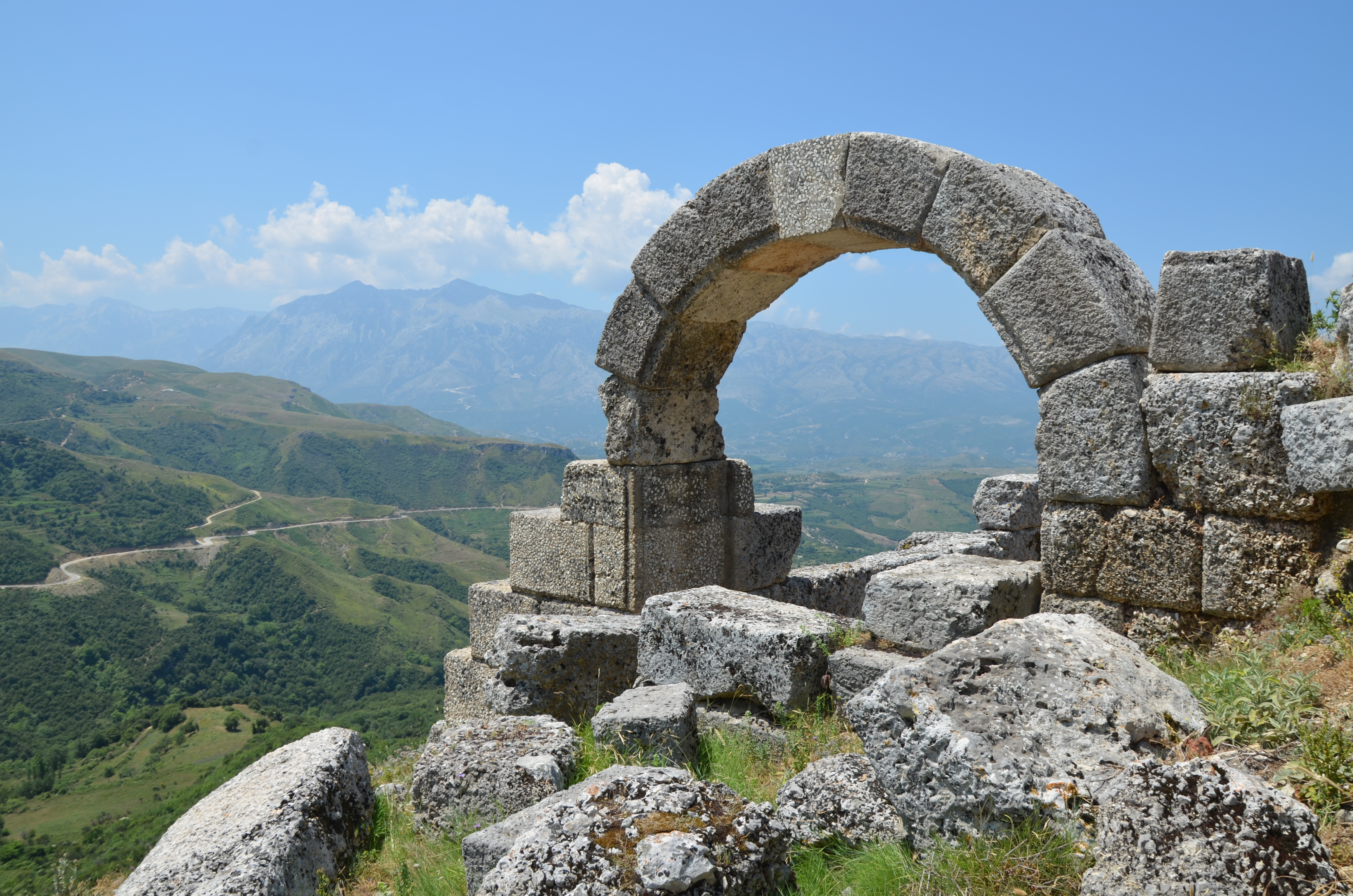
Tor der Akropolis

Amantia zählt zu den typischen illyrischen Höhensiedlungen, die in der Eisenzeit auf leicht zu verteidigenden Hügeln gegründet wurden. Die Mauern von Amantia umschließen ein Areal von 500 Metern Länge und etwa 60 Metern Breite. Die Siedlung entstand im 4. Jahrhundert v. Chr. und wurde vielleicht vom Stamm der Taulantier begründet. Eine Akropolis mit zwei Toren und zwei starken Türmen schützte die Stadt.

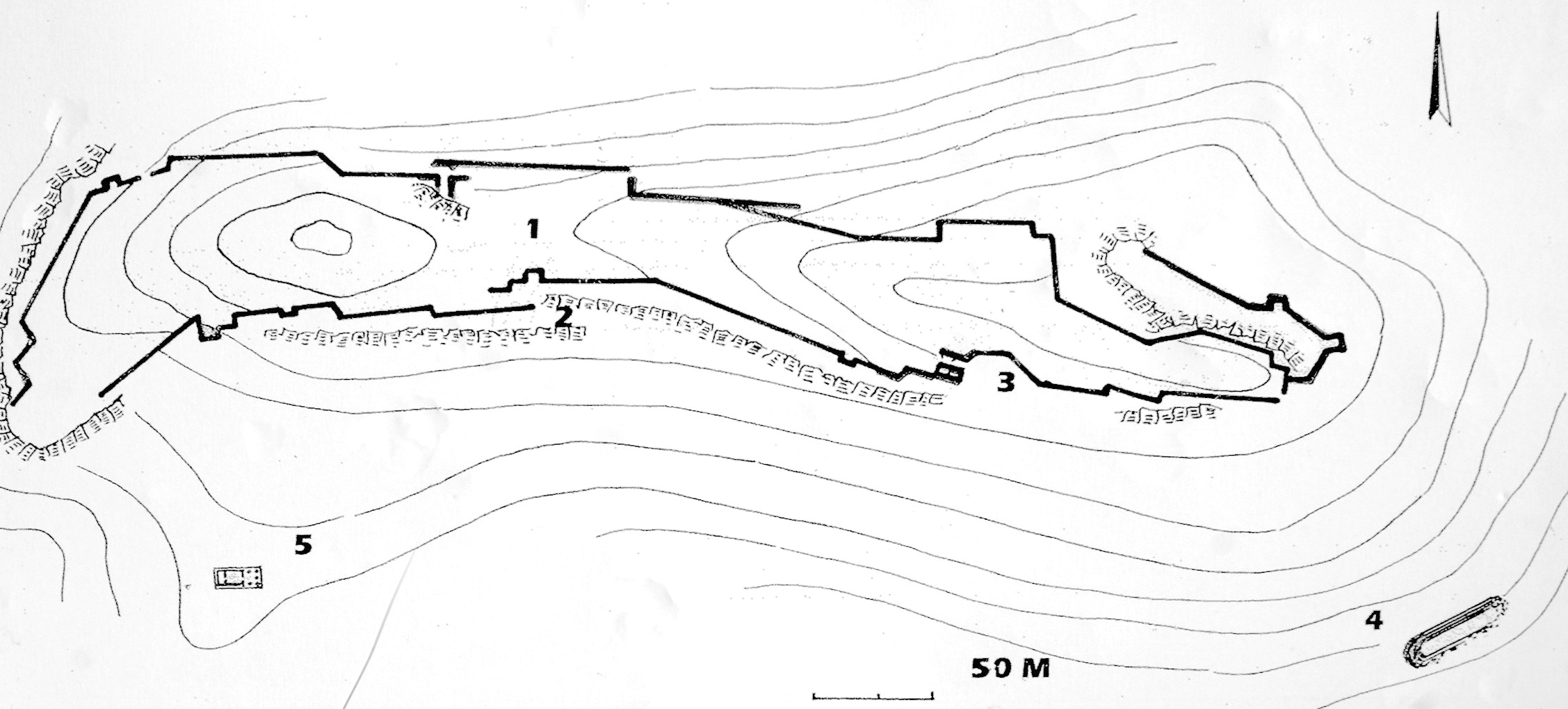
Plan der Hügelanlage mit den Stadtmauern – 1) Agora, 2, 3) Tore, 4) Stadion, 5) Tempel

Das strategisch günstig gelegene Amantia beherrschte einen wichtigen Verbindungsweg, der von den Häfen Aulona und Oricum ins Tal der Vjosa führte. Deshalb entwickelte sich die Stadt schnell zu einem prosperierenden urbanen Zentrum. Amantia war eine der ersten illyrischen Städte, die eigene Münzen prägten. Im 3. Jahrhundert v. Chr. wurde Amantia kulturell mehr und mehr hellenisiert. Um 230 v. Chr. wurde die Stadt Mitglied des epirotischen Bundes.
Im 2. Jahrhundert expandierten die Römer in den epirotisch-illyrischen Raum. Zunächst stand Amantia unter dem Einfluss der mit Rom verbündeten griechischen Kolonie Apollonia. Nach dem 3. Makedonischen Krieg kam Amantia wie die gesamte Region am Ionischen Meer unter direkte Herrschaft Roms. Die Stadt gehörte seit 148 v. Chr. wohl zur römischen Provinz Macedonia. Als Caesar während des Römischen Bürgerkrieges im Januar des Jahres 48 v. Chr. in Epirus landete, stellte sich Amantia auf seine Seite.
67 n. Chr. wurde die Stadt der neuen Provinz Epirus zugeordnet. Da in römischer Zeit der Handelsverkehr von Ost nach West vornehmlich über die Via Egnatia abgewickelt wurde, verlor Amantia an Bedeutung. In frühchristlicher Zeit war Amantia Bischofssitz, der heute als Titularbistum Amantia weiterlebt. 343 wird ein Bischof Eulalius aus Amantia als Teilnehmer an der Synode von Serdica erwähnt. Im Zuge des Slawenansturms wurde die Stadt Ende des 6. Jahrhunderts aufgegeben.

## Funde
Amantia ist noch wenig erforscht.

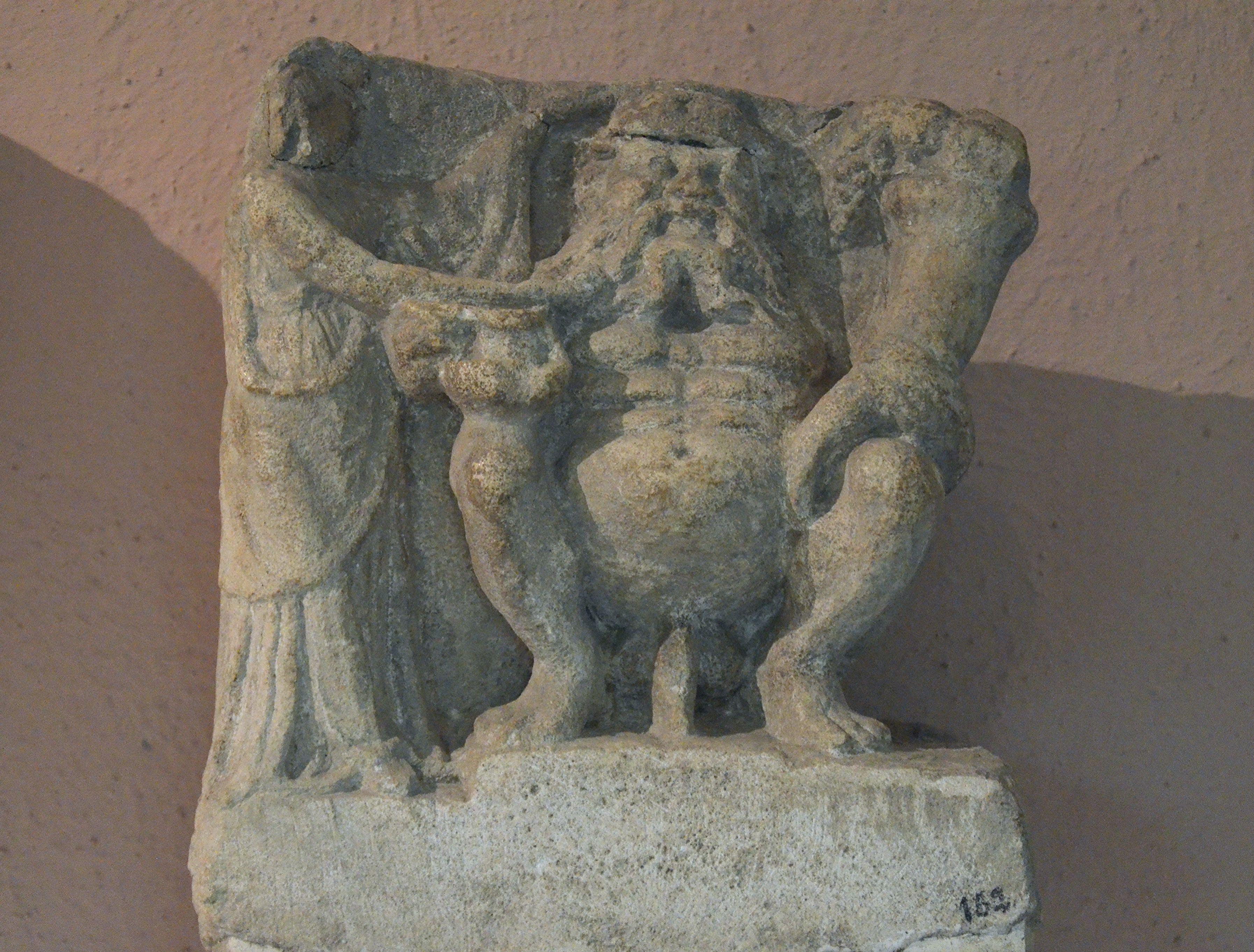
Statue eines Fruchtsbarkeitsgotts aus Amantia im archäologischen Museum in Tirana

Auffallend sind vor allem die über zwei Kilometer lange Stadtmauer mit drei Toren, die Agora und Akropolis umfasste. Bei der Akropolis wurde ein Tor wiedererrichtet.
Zudem wurde in Amantia auch ein Stadion entdeckt und ausgegraben. Die Kampfbahn ist rund 60 Meter lang und etwas mehr als zwölf Meter breit. An beiden Seiten sind die steinernen Sitzreihen noch erhalten, die rund 3000 Personen gefasst haben durften. Das Stadion liegt am östlichen Ende des Hügels außerhalb der Mauern auf einem flachen Gelände.
Auch ein Tempel, bei dem es sich um den in der Literatur erwähnten Tempel der Aphrodite handeln könnte, wurde ausgegraben. Davon sind jedoch nur die Fundamente erhalten. Gleich daneben liegen die Reste einer frühchristlichen Basilika. Rund um die Stadt wurden auch mehrere Nekropolen entdeckt.

## Touristische Erschließung

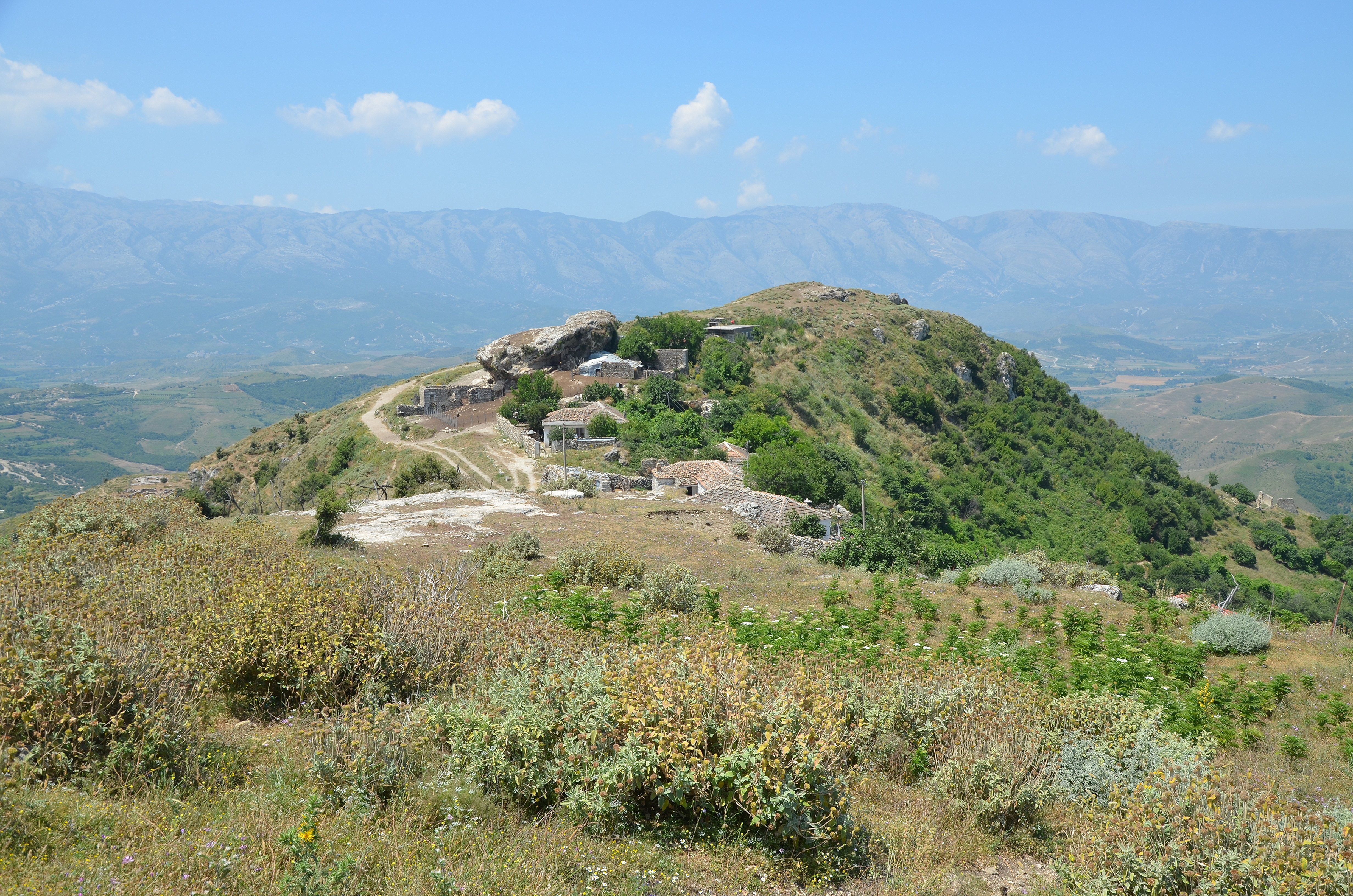
Moderne Wohnhäuser im Bereich der antiken Agora

Die Ausgrabungen sind kaum touristisch erschlossen und werden wegen der Abgeschiedenheit auch nur spärlich besucht. Da innerhalb der antiken Anlage noch immer ein paar Bauern siedeln, ist sie jederzeit über einen Feldweg gut zugänglich.
Erreichbar ist Amantia von Vlora aus nach einer rund einstündigen Autofahrt über 35 Kilometer asphaltierte Landstraße durch das Tal der Shushica. Von Besuchern des „Archäologieparks“ wird eine kleine Gebühr erhoben.

## Sonstiges
Die Stadt Amantia diente als Namensgeberin für einen lokalen Fernsehsender (TV Amantia in Vlora) und einen albanischen Frauenverein.